# Coronat (escriptor romà)
Coronat, en llatí Coronatus, fou un escriptor romà, que portava el títol de Vir Clarissimus, i era autor de tres peces incloses a l'Antologia llatina, una, formada de 29 hexàmetres, és una ampliació poètica sense cap mèrit especial d'un vers de Virgili, i les altres dues són epigrames curts però enginyosos sobre gallines engreixades amb els seus propis ous. Segurament va viure al segle iv o segle v.